# Phare de Sandusky Harbor

Le phare de Sandusky Harbor (en anglais : Sandusky Harbor Light), est un phare situé à l'extrémité d'un brise-lames en pierre devant le parc d'attraction de Cedar Point, marquant l'entrée de la baie de Sandusky sur le lac Érié dans le comté d'Erie, Ohio.

## Historique
Dès 1925, une tourelle métallique à claire-voie surmontée d'une salle de lanterne carrée en acier était présente sur cette zone
En 1990 une tourelle cylindrique en acier l'a remplacé à l'extrémité du brise-lames.

## Description
Le phare actuel est une tourelle cylindrique en acier  de 9 m de haut, portant une balise . Elle est  peinte en blanc avec une bande verte centrale. Il émet, à une hauteur focale de 9 m, un éclat blanc par période de 4 secondes. 
Identifiant : ARLHS : USA-730 ; USCG : 7-4560.

### Lien connexe
- Liste des phares de l'Ohio